# James Villiers
James Michael Lyle Villiers (* 29. September 1933 in London; † 18. Januar 1998 in Arundel, West Sussex) war ein britischer Film- und Fernsehschauspieler.

## Leben
Der Nachkomme von George Villiers, dem Herzog von Buckingham, wurde aus gesundheitlichen Gründen nicht zum Militärdienst zugelassen. Stattdessen studierte er am Wellington College und der RADA und debütierte 1955 als Bühnenschauspieler. Schnell machte sich der aristokratisch wirkende Villiers einen Namen durch zahlreiche Auftritte am Londoner West End. Besondere Aufmerksamkeit erlangte seine Darstellung in einer Inszenierung von Noël Cowards Private Lives (1972) neben Maggie Smith und Robert Stephens.
In Film und Fernsehen fand er auch ein umfangreiches Betätigungsfeld, wenngleich v. a. in Nebenrollen. Seine erste Filmrolle bekam er 1958 in Carry On Sergeant. Oft wurde er entweder auf schwache, geistreiche und vornehme Rollen oder auf arrogante und unangenehme Rollen besetzt. Er spielte den „Lord Kilbannock“ in Evelyn Waughs Sword of Honour, König Charles II. in The First Churchills, einen skrupellosen Mörder in der Maske des dekadenten Adeligen in Die Morde des Herrn ABC nach Agatha Christie, Fortunes of War (mit Kenneth Branagh und Emma Thompson) und den labilen Bruder des Premierministers in der Fernsehsatire Ein Kartenhaus (mit Ian Richardson als intrigantem Karrieristen). Zudem war er in mehreren Fernsehserien zu sehen, zum Beispiel 1966 in Mit Schirm, Charme und Melone.
James Villiers starb am 18. Januar 1998 im Alter von 64 Jahren in Arundel (West Sussex) an Krebs.

## Filmografie (Auswahl)
- 1954: Late Night Final (Kurzfilm)
- 1958: Kopf hoch – Brust raus! (Carry On Sergeant)
- 1961: Clue of the New Pin
- 1962: Eva
- 1962: Ein Königreich für einen Affen (Operation Snatch)
- 1962: Sie sind verdammt (The Damned)
- 1963: Der Wachsblumenstrauß (Murder at the Gallop)
- 1963: Alibi des Todes (Girl in the Headlines)
- 1964: King and Country – Für König und Vaterland (King & Country)
- 1965: War es wirklich Mord? (The Nanny)
- 1965: Die Morde des Herrn ABC (The Alphabet Murders)
- 1965: Ekel (Repulsion)
- 1966: Letzte Grüße von Onkel Joe (The Wrong Box)
- 1967: Der Mann mit dem Koffer (Man in a Suitcase; Fernsehserie, 1 Folge)
- 1969: Ein Pechvogel namens Otley (Otley)
- 1971: Das Grab der blutigen Mumie (Blood from the Mummy’s Tomb)
- 1972: Die Wunder des Herrn B. (The Amazing Mr. Blunden)
- 1972: Asylum
- 1972: The Ruling Class
- 1978: Fünf Freunde auf der Felseninsel (Famous Five)
- 1979: Saint Jack
- 1980: Im Schatten der Eule (Brendon Chase)
- 1981: James Bond 007 – In tödlicher Mission (For Your Eyes Only)
- 1982: Das scharlachrote Siegel (The Scarlet Pimpernel, Fernsehfilm)
- 1984: Unter dem Vulkan (Under the Volcano)
- 1990: Land der schwarzen Sonne (Mountains of the Moon)
- 1991: King Ralph
- 1991: Gib’s ihm, Chris! (Let Him Have It)
- 1994: Geheimnisse (Uncovered)
- 1998: The Tichborne Claimant